# Helena (Georgia)
Helena è una città degli Stati Uniti d'America, situata in Georgia, nella Contea di Telfair e in parte nella Contea di Wheeler.